# Gorki Leninskije
Gorki Leninskije (ryska Го́рки Ле́нинские, tidigare Gorki), är en ort med cirka 4 000 invånare i Leninskij rajon i Moskva oblast i Ryssland. Den ligger 10 kilometer söder om Moskvas stadsgräns och Moskvas ringled.
Egendomen Gorki ägdes av olika nobeliteter från Moskva från 1700-talet fram till Anatoli Reinbot, som var Moskvas generalguvernör under ryska revolutionen 1905. Efter hans död övertogs den av hans änka Zinaida Morozova, som anlitade den mest fashionabla ryske arkitekten Fjodor Schechtel för att göra om herrgården i nyklassisk stil.
Efter att den sovjetiska regeringen flyttade till Moskva 1918 förstatligades den luxuösa egendomen och blev Lenins datja. I september 1918 återhämtade sig den sovjetiske ledaren där efter ett mordförsök och tillbringade allt mer tid på egendomen när hans hälsa försämrades de följande åren. Den 15 maj 1923 lämnade Lenin Moskva för Gorki på läkarinrådan och blev kvar fram till sin död den 21 januari 1924. Efter Lenins död döptes Gorki om till Gorki Leninskije. Huset har bevarats som museum tillsammans med Lenins tillhörigheter. På egendomen finns sedan 1987 ett stort museum över Lenin med bland annat hans testamente samt hans lägenhet och kontor i Kreml som rekonstruerats i en separat byggnad.
Ett monument föreställande "ledarens död" avtäcktes i 1700-talsparken 1958.